# Daphoenodon
A Daphoenodon az emlősök (Mammalia) osztályának ragadozók (Carnivora) rendjébe, ezen belül a fosszilis medvekutyafélék (Amphicyonidae) családjába és a Daphoeninae alcsaládjába tartozó nem.
Az idetartozó fajok, korábban a ma már felszámolt Borocyon emlősnembe, valamint a Daphoenus-ok és a medvekutyák (Amphicyon) közé voltak besorolva.

## Tudnivalók
A Daphoenodon-fajok Észak-Amerika területén fordultak elő, a miocén kor elejétől egészen a közepéig, vagyis 20,43-15,97 millió évvel ezelőtt. Maradványaikat főleg az Amerikai Egyesült Államokhoz tartozó Florida, Kalifornia, Nebraska, Oregon, Texas, Új-Mexikó és Wyoming államokban találták meg. Panamában is található egy lelőhelyük.

## Rendszerezés
A nembe az alábbi 5 faj tartozik:
- Daphoenodon falkenbachi Hunt Jr., 2002
- Daphoenodon notionastes Frailey, 1979
- Daphoenodon robustum Peterson, 1910
- Daphoenodon skinneri Hunt Jr., 2002
- Daphoenodon superbus Peterson, 1907

## Képek

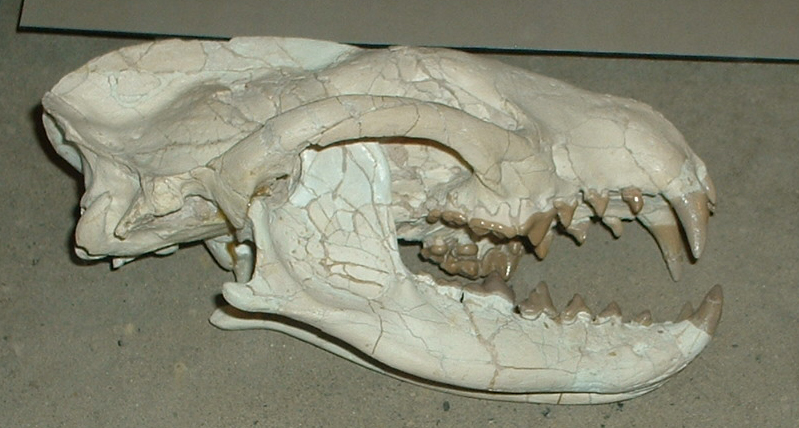
A D. superbus koponyái
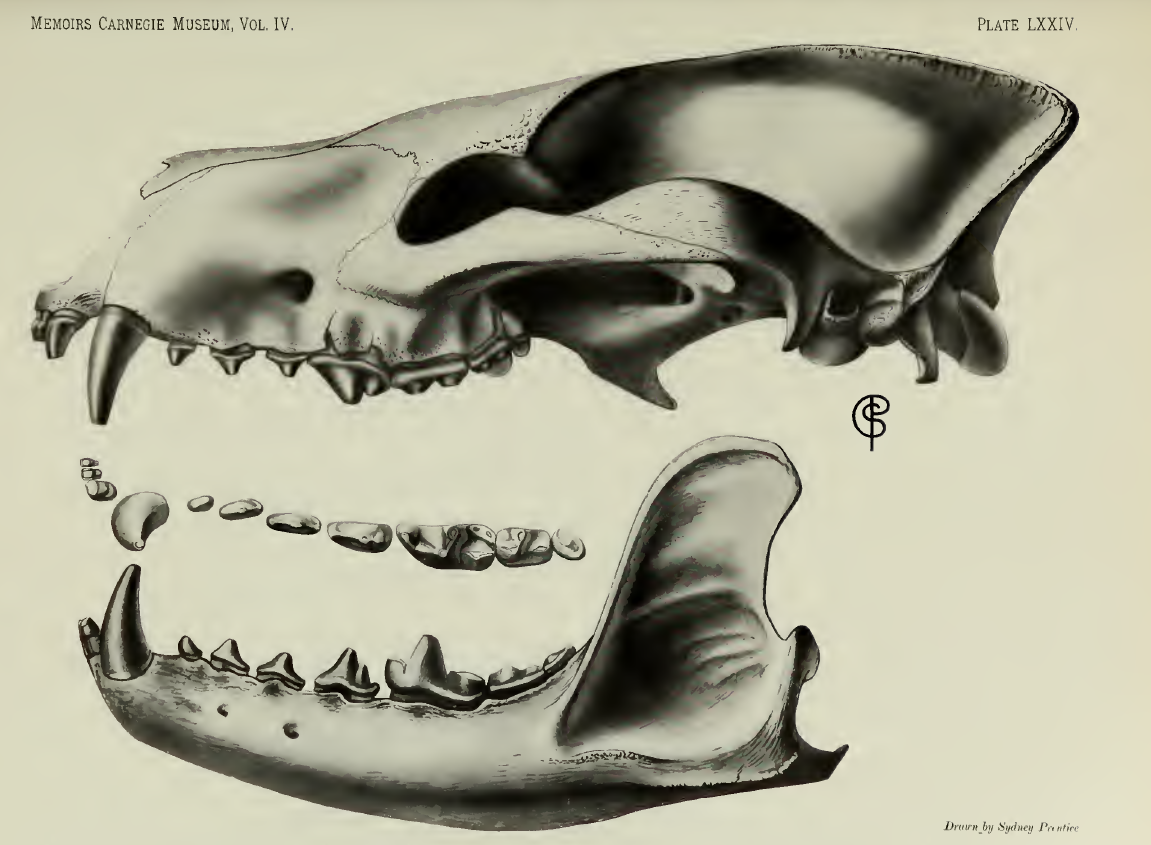
és állkapcsa
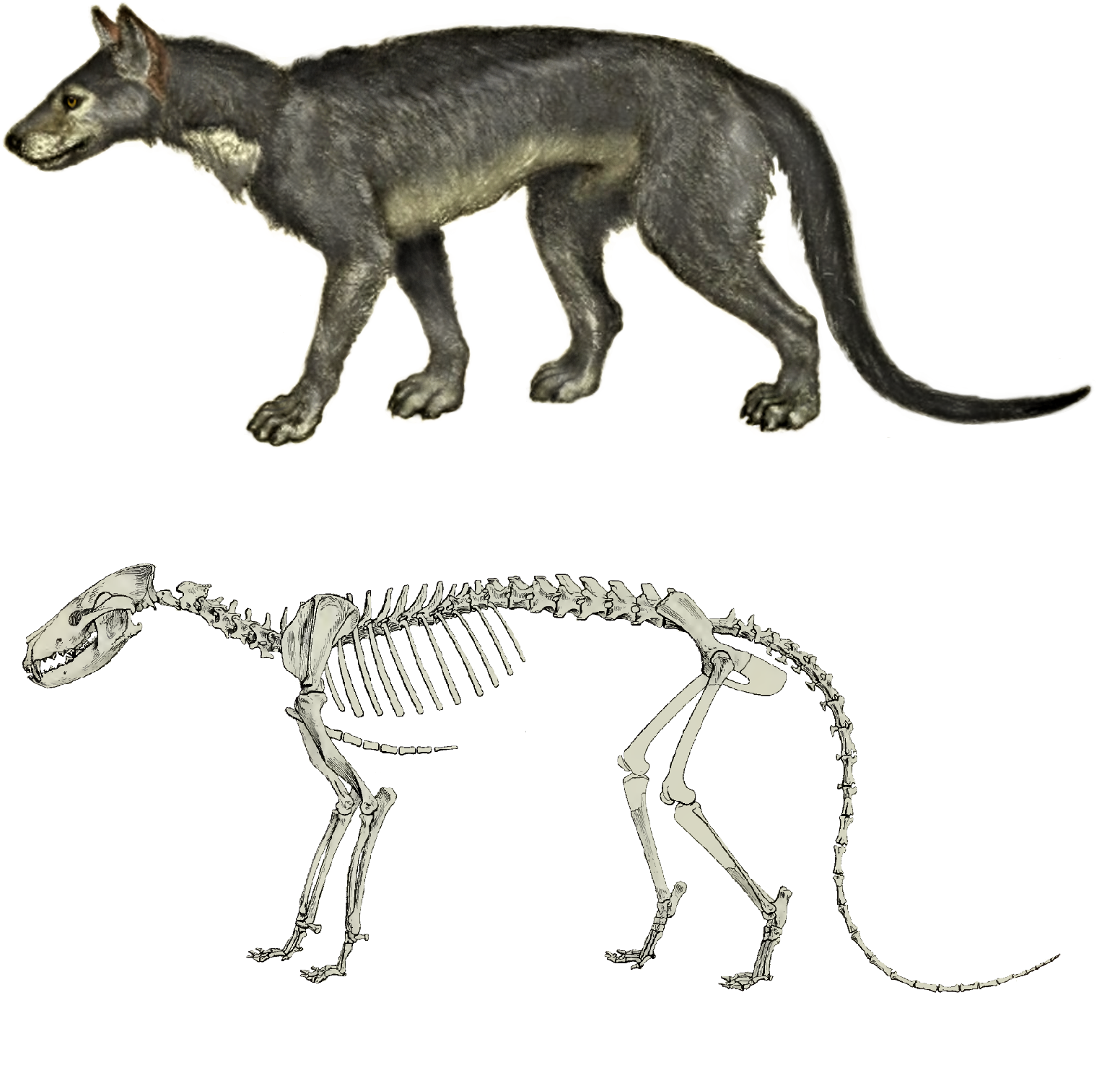
A D. superbus rekonstrukció a csontváz alapján
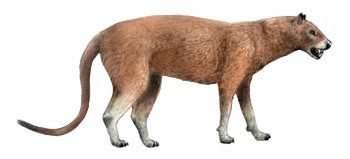
További rekonstrukciói
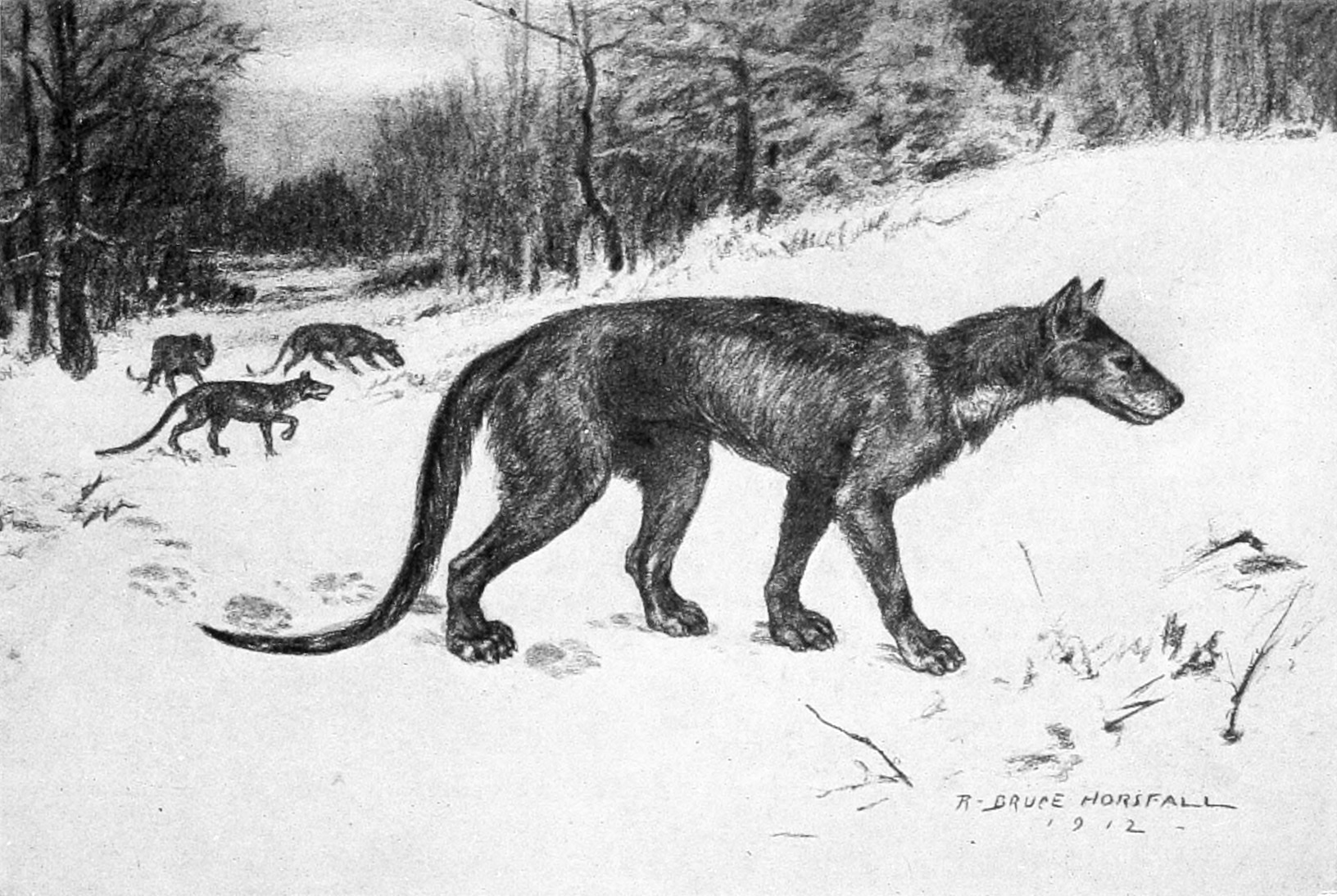

## Fordítás
- Ez a szócikk részben vagy egészben  a   Daphoenodon című angol Wikipédia-szócikk ezen változatának fordításán alapul.  Az eredeti cikk szerkesztőit annak laptörténete sorolja fel. Ez a jelzés csupán a megfogalmazás eredetét és a szerzői jogokat jelzi, nem szolgál a cikkben szereplő információk forrásmegjelöléseként.